# Рыбаков, Сергей Гаврилович
Сергей Гаврилович Рыбаков (27 сентября 1867 — 28 декабря 1921) — этнограф, фольклорист. Внёс вклад в развитие историографии, краеведения, фольклористики и музыкальной этнографии.

## Биография
Рыбаков Сергей Гаврилович родился 27 сентября 1867 года в городе Самаре.
Окончил курс Санкт-Петербургского университета по историко-филологическому факультету. Получил музыкальное образование в Санкт-Петербургской консерватории — прослушал курс теории композиции.

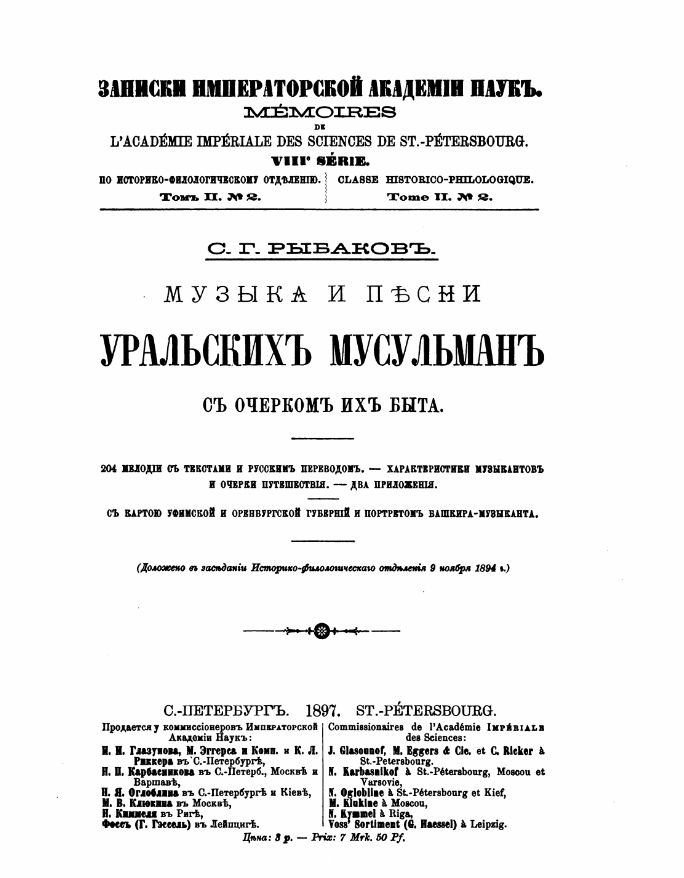
Книга С. Г. Рыбакова

Начиная с 1893 года путешествовал с этнографическими целями по этническим ареалам инородцев Урала, Западной Сибири и Туркестана.
Принимал участие в этнографических экспедициях по Урало-Поволжскому региону, в том числе в 1893, 1894 и 1896 годах по Башкортостану. После экспедиций, были опубликованы несколько научных статей Рыбакова о башкирском музыкальном фольклоре, а также музыкальных сочинений и обработок башкирской, татарской и русской народной музыки для голоса, хора и фортепиано.
В 1893—1901 гг — член Русского географического общества.
С 1898 года являлся членом Оренбургской губернской учёной архивной комиссии.
В 1899 году Рыбаковым на фонограф были записаны 90 туркменских, таджикских, еврейских и русских народных песен.
В 1902—1908 гг. состоял крестьянским начальником в Тургайской области. В это время Рыбаковым были собраны около 100 казахских (киргизских) народных песен.
В период Гражданской войны Рыбаков эмигрировал в Латвию.

## Труды
- Курай, башкирский музыкальный инструмент. — СПб., 1896.
- О поэтическом творчестве татар, башкир, тептерей. — СПб., 1895.
- Музыка и песни уральских мусульман с очерком их быта. — СПб, 1897.
- Ислам и просвещение инородцев в Уфимской губернии. - 1900
- Просвещение инородцев в Пермской губернии. - 1901
- Русское просвещение и магометанская пропаганда в селе Б. Гондыре (Осинского уезда, Пермской губернии). - 1900